# Bezirk Pilsno
Bezirk Pilsno – dawny powiat (Bezirk) kraju koronnego Królestwo Galicji i Lodomerii, funkcjonujący w latach 1854–1867. Siedzibą starostwa było miasto Pilsno (Pilzno).

## Historia
Bezirk Pilsno utworzono w ramach reformy uwłaszczeniowej z okresu Wiosny Ludów (1848–1849), która likwidowała jurysdykcję właściciela ziemskiego nad poddanymi. W Galicji, dominium – jako podstawowa jednostka administracyjna i filar systemu feudalnego straciło rację bytu. Konieczne stało się zatem wprowadzenie nowego systemu administracyjnego, którego zręby powstały w latach 1851–1855. Nowy trójstopniowy podział administracyjny objął 21 cyrkułów (niem. Kreise), 179 małych powiatów (niem. Bezirke) i ponad 6000 gmin (niem. Gemeinde). 
Bezirk Pilsno objął obszar o wielkości 6,9 mil², zamieszkany przez 27.640 ludzi i podzielony na 40 gmin katastralnych, w tym jedno miasto ( Pilsno). Wszedł w skład cyrkułu tarnowskiego, jako jeden z jego dziesięciu powiatów.
Po nadaniu Galicji autonomii oraz powołaniu samorządu gminnego i powiatowego w 1865 zlikwidowano cyrkuły (Kreise). Dotychczasowe małe powiaty (Bezirke) w liczbie 179, utrzymały się do 1867 roku, kiedy to w następstwie kolejnej reformy administracyjnej (23 stycznia 1867) zostały zastąpione przez 74 większych powiatów. Obszar zniesionego Bezirk Pilsno wszedł wtedy w skład nowych powiatów pilzneńskiego i tarnowskiego (vide podział w tabeli poniżej). 19 czerwca 1867 i 1 sierpnia 1878 zmieniono częściowo granice tych powiatów. 31 grudnia 1925 zniesiono gminy Dulczówka i Pilznionek, włączając je do miasta Pilzna. Powiat pilzneński zniesiono 1 kwietnia 1932, a jego obszar został włączony do powiatów ropczyckiego i jasielskiego. 23 lipca 1934 gminę Gorzejowa przeniesiono z powiatu ropczyckiego do powiatu jasielskiego.

## Podział administracyjny (1854)
| Lp. | Gmina jednostkowa       | Powierzchnia | Ludność | Powiat w 1867 po zniesieniu |
| --- | ----------------------- | ------------ | ------- | --------------------------- |
| 1   | Pilsno (M)              | 609          | 1453    | pilzneński                  |
| 2   | Borowa                  | 2840         | 858     | pilzneński                  |
| 3   | Czarna                  | 1540         | 532     | pilzneński                  |
| 4   | Dobrków                 | 435          | 215     | pilzneński                  |
| 5   | Gołęczyna               | 1410         | 362     | pilzneński                  |
| 6   | Złotoryja               | 1410         | 52      | pilzneński                  |
| 7   | Pilźnionek              | 595          | 190     | pilzneński                  |
| 8   | Gorzejowa Dolna i Górna | 1295         | 626     | pilzneński                  |
| 9   | Głowaczowa i Golemki    | 3615         | 848     | pilzneński                  |
| 10  | Głobikowa               | 1415         | 541     | pilzneński                  |
| 11  | Gębiczyna               | 1155         | 497     | pilzneński                  |
| 12  | Jaworze Dolne           | 1270         | 192     | pilzneński                  |
| 13  | Jaworze Górne           | 1100         | 444     | pilzneński                  |
| 14  | Mokrzec                 | 595          | 168     | pilzneński                  |
| 15  | Parkosz                 | 990          | 435     | pilzneński                  |
| 16  | Połomyja                | 580          | 140     | pilzneński                  |
| 17  | Jastrząbka Nowa         | 2525         | 692     | tarnowski                   |
| 18  | Jastrząbka Stara        | 4630         | 1770    | pilzneński                  |
| 19  | Kozia Wola              | 1990         | 313     | pilzneński                  |
| 20  | Lipiny                  | 1990         | 290     | pilzneński                  |
| 21  | Rędziny                 | 1990         | 102     | pilzneński                  |
| 22  | Zajączkowice            | 1990         | 98      | pilzneński                  |
| 23  | Głobikówka              | 680          | 365     | pilzneński                  |
| 24  | Łęki Górne              | 4530         | 1963    | tarnowski                   |
| 25  | Łęki Dolne              | 3475         | 1194    | pilzneński                  |
| 26  | Machowa                 | 2300         | 503     | pilzneński                  |
| 27  | Słupie i Chotowa        | 1565         | 522     | pilzneński                  |
| 28  | Siedliska Bogusz        | 2085         | 944     | pilzneński                  |
| 29  | Smarzowa                | 1680         | 712     | pilzneński                  |
| 30  | Bielowy                 | 670          | 458     | pilzneński                  |
| 31  | Dulczówka               | 1740         | 965     | pilzneński                  |
| 32  | Słotowa                 | 2050         | 1051    | pilzneński                  |
| 33  | Strzegocice             | 740          | 305     | pilzneński                  |
| 34  | Jodłówka i Wałki        | 1250         | 735     | tarnowski                   |
| 35  | Zdziary                 | 3895         | 964     | tarnowski                   |
| 36  | Żukowice                | 4735         | 2293    | tarnowski                   |
| 37  | Jaźwiny i Jawornik      | 2970         | 1080    | pilzneński / tarnowski      |
| 38  | Róża                    | 2775         | 1532    | pilzneński                  |
| 39  | Wiewiórka               | 2145         | 976     | pilzneński                  |
| 40  | Zawadka                 | 545          | 260     | pilzneński                  |

Objaśnienie:
(M) = miasto; (m) = miasteczko